# American-Football-Bundesliga 1997
Die American-Football-Bundesliga 1997 war die 19. Saison der 1. Bundesliga, der höchsten deutschen Spielklasse, in der Sportart American Football. Meister wurden die Braunschweig Lions, die sich im German Bowl gegen die Cologne Crocodiles durchsetzen konnten.

## Teams
In der Gruppe Nord haben die folgenden Teams am Ligabetrieb teilgenommen:
- Berlin Adler
- Braunschweig Lions
- Cologne Crocodiles
- Düsseldorf Panther (Meister der Bundesliga Nord 1996 und deutscher Vizemeister)
- Hamburg Blue Devils (Deutscher Meister, German Bowl XVIII)
- Kiel Hurricanes

In der Gruppe Süd haben die folgenden Teams am Ligabetrieb teilgenommen:
- Hanau Hawks
- Landsberg Express (Aufsteiger aus der 2. Bundesliga)
- Munich Cowboys
- Noris Rams (Meister der Bundesliga Süd 1996)
- Rüsselsheim Razorbacks
- Stuttgart Scorpions

## Reguläre Saison

### Gruppe Nord
|   | Verein              | Sp | S  | U | N  | TD      | Diff. | Punkte |
| - | ------------------- | -- | -- | - | -- | ------- | ----- | ------ |
| 1 | Hamburg Blue Devils | 10 | 10 | 0 | 0  | 338:128 | +210  | 20:00  |
| 2 | Braunschweig Lions  | 10 | 7  | 0 | 3  | 338:256 | 0+82  | 14:60  |
| 3 | Cologne Crocodiles  | 10 | 5  | 1 | 4  | 195:179 | 0+16  | 11:90  |
| 4 | Kiel Hurricanes     | 10 | 4  | 0 | 6  | 249:247 | 12+2  | 08:12  |
| 5 | Düsseldorf Panther  | 10 | 3  | 1 | 6  | 151:204 | 0−53  | 07:13  |
| 6 | Berlin Adler        | 10 | 0  | 0 | 10 | 104:361 | −257  | 00:20  |

### Gruppe Süd
|   | Verein                 | Sp | S | U | N | TD      | Diff. | Punkte |
| - | ---------------------- | -- | - | - | - | ------- | ----- | ------ |
| 1 | Hanau Hornets          | 10 | 9 | 0 | 1 | 372:130 | +242  | 18:20  |
| 2 | Noris Rams             | 10 | 7 | 1 | 2 | 307:218 | 0+89  | 15:50  |
| 3 | Munich Cowboys         | 10 | 7 | 0 | 3 | 322:311 | 0+11  | 14:60  |
| 4 | Landsberg Express      | 10 | 3 | 1 | 6 | 196:262 | 0−66  | 07:13  |
| 5 | Rüsselsheim Razorbacks | 10 | 2 | 0 | 8 | 171:303 | −132  | 04:16  |
| 6 | Stuttgart Scorpions    | 10 | 1 | 0 | 9 | 257:401 | −144  | 02:18  |

## Relegation

### Gruppe Nord
| Heim               | Gast               | Ergebnis |
| ------------------ | ------------------ | -------- |
| Berlin Adler       | Paderborn Dolphins | 28:21    |
| Paderborn Dolphins | Berlin Adler       | 40:21    |

Beide Teams gewannen ihre Heimspiel. Durch den höheren Sieg gewannen die Dolphins die Relegation mit einem Gesamtergebnis von 61:49 und sicherten sich den Aufstieg in der 1. Bundesliga.

### Gruppe Süd
| Heim                | Gast                | Ergebnis |
| ------------------- | ------------------- | -------- |
| Stuttgart Scorpions | Saarland Hurricanes | 33:7     |
| Saarland Hurricanes | Stuttgart Scorpions | 6:20     |

Durch zwei deutliche Siege konnten sich die Scorpions den Klassenerhalt sichern.

## Play-offs

### Viertelfinale
| Heim                   | Gast                   | Ergebnis |
| ---------------------- | ---------------------- | -------- |
| Hamburg Blue Devils    | Landsberg Express      | 69:0     |
| Landsberg Express      | Hamburg Blue Devils    | 6:37     |
| Hanau Hawks            | Kiel Baltic Hurricanes | 26:26    |
| Kiel Baltic Hurricanes | Hanau Hawks            | 25:41    |
| Braunschweig Lions     | Munich Cowboys         | 57:8     |
| Munich Cowboys         | Braunschweig Lions     | 14:46    |
| Noris Rams             | Cologne Crocodiles     | 7:59     |
| Cologne Crocodiles     | Noris Rams             | 49:7     |

### Halbfinale
| Heim                | Gast                | Ergebnis |
| ------------------- | ------------------- | -------- |
| Hamburg Blue Devils | Cologne Crocodiles  | 34:21    |
| Cologne Crocodiles  | Hamburg Blue Devils | 55:7     |
| Hanau Hawks         | Braunschweig Lions  | 35:46    |
| Braunschweig Lions  | Hanau Hawks         | 36:22    |

## German Bowl
|  |         |  | German Bowl XIX    |                           |                    |  |                                    |
|  | Hamburg |  | Braunschweig Lions | \| \| 26 : 23 \| \| \| \| | Cologne Crocodiles |  | Volksparkstadion Zuschauer: 14.800 |
|  | Hamburg |  | Braunschweig Lions |                           | Cologne Crocodiles |  | Volksparkstadion Zuschauer: 14.800 |
|  | 26 : 23 |  |                    |                           |                    |  |                                    |
|  |         |  |                    |                           |                    |  |                                    |